# Begraafplaats van Ardres
De Begraafplaats van Ardres is een gemeentelijke begraafplaats in de Franse gemeente Ardres in het departement Pas-de-Calais. De begraafplaats ligt in het zuidoosten van de stadskern van Ardres.

## Britse oorlogsgraven
Op de begraafplaats bevinden zich een tiental Britse oorlogsgraven uit de Tweede Wereldoorlog. 13 graven zijn geïdentificeerd. Daarnaast zijn er 6 graven die niet meer gelokaliseerd konden worden en waarvoor een herdenkingsteken is opgetrokken. De graven worden onderhouden door de Commonwealth War Graves Commission. In de CWGC-registers is de begraafplaats opgenomen als Ardres Communal Cemetery.